# Limnophora translucida
Limnophora translucida är en tvåvingeart som beskrevs av Stein 1913. Limnophora translucida ingår i släktet Limnophora och familjen husflugor. Inga underarter finns listade i Catalogue of Life.